# 五旬節林漢光中學
五旬節林漢光中學（英語：Pentecostal Lam Hon Kwong School）是一間位於新界沙田愉田苑的中學。該校於1983年由基督教九龍五旬節會創立。

## 歷史
基督教九龍五旬節會在1982年申請開辦此校，並於同年年底獲批現址校舍。由於該教會會友林漢光（1908年—1963年）的遺孀、麗澤中學校監林葉惠文奉獻共148萬元建校費用，學校因而得名。
至1983年9月，此校正式開辦，首年開辦中一至中四，各設六班，四年後擴展為一所完全中學。

## 學校資料
五旬節林漢光中學實行英語教學政策，中一至中六級除中國語文、中史、文學、聖經和公社科外均以英語授課。該校於2015-16年度起，中一至中六每級共分為4班。2006-2007年，時任教師錢德順博士及黃麗萍博士在「藝術教育學習領域」上獲得行政長官卓越教學獎，其後於2009-2010年，教師溫紹武則在「中國語文教育學習領域」上獲得行政長官卓越教學獎。現時錢溫已榮休，黃氏則轉職。

## 歷任行政人員

### 校監
|   | 中文姓名             | 任期                           | 備註       |
| - | -------------------- | ------------------------------ | ---------- |
| 1 | 許賢發 議員，OBE，JP | 1983年－1988年                 | 2016年逝世 |
| 2 | 邱可珍 女士          | 1988年－1991年                 |            |
| 3 | 劉兆瑛 教授          | 1991年－2001年                 |            |
| 4 | 陳錦添 先生          | 2010年－2011年                 |            |
| 5 | 劉國偉 先生          | 2001年－2010年及2011年－2022年 |            |
| 6 | 朱偉康 先生          | 2022年－2023年                 |            |
| 7 | 何仲廉 博士          | 2023年－2025年                 |            |
| 8 | 陳俊傑 先生          | 2025年 - 現在                  |            |

### 校長
|   | 中文姓名 | 英文姓名        | 任期           | 備註                 |
| - | -------- | --------------- | -------------- | -------------------- |
| 1 | 何權輝   | Mr Ho Kuen-fai  | 1983年－2006年 | 創校校長，2015年逝世 |
| 2 | 尹沛濤   | Mr Wan Pui-to   | 2006年－2013年 |                      |
| 3 | 關思偉   | Mr Kwan Sze-wai | 2013年－2020年 |                      |
| 4 | 何樞熾   | Mr Ho Shu-chee  | 2020年－現在   |                      |

## 著名/傑出校友
- 林子聰（1994年中五）：香港電影演員兼導演
- 黃翠如（2000年中七）：香港無綫電視藝人[9][10]
- 王詩麗（2001年中七）：Look at me Creative Centre for kids 創辦人、戲劇導師
- 朱栢康（2001年中七）：香港男演員，第43屆香港電影金像獎最佳男配角
- 馮曦妤：香港女歌手
- 陳嘉欣（2003年中七）：無綫新聞總主播兼記者
- 譚文豪（1989年中三開學後赴澳洲升學）：國泰航空前機師及前立法會議員（九龍東）(2016 - 2020)
- 陳俞希：香港ViuTV藝人
- 許諾輝：香港有線電視節目主持人
- 陳忠明：香港電影剪接師、香港浸會大學電影學院客席講師
- 康少娜（2012年中六）：香港舞台劇演員、校友會前主席
- 羅伊婷（2012年中六）：香港ViuTV女藝人
- 林芊妤（2006年中五）：香港女演員
- 鄭思思：聖公會主風小學現任校長
- 余樂明：ViuTV 智富通監製兼主持人
- 廖樂兒（2023年中六）：香港女團EOS成員

## 外部連結
- 五旬節林漢光中學校網（页面存档备份，存于）
- 2022-2023年度學校概覽 （页面存档备份，存于）